# 奇爾口孵非鯽
奇爾口孵非鯽，為輻鰭魚綱鱸形目隆頭魚亞目慈鯛科的其中一種，分布於非洲Chilwa湖流域，體長可達16.8公分，棲息在中底層水域，生活習性不明。